# Brüder der christlichen Schulen

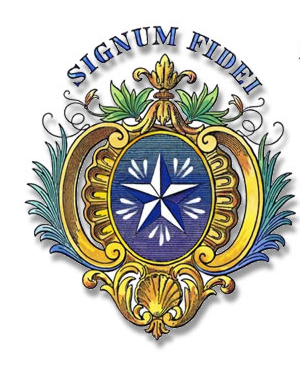
Ordensemblem der Schulbrüder

Die Brüder der christlichen Schulen (lateinisch Fratres Scholarum Christianarum, Ordenskürzel: FSC), auch Schulbrüder oder La-Salle-Brüder, sind ein katholischer Männerorden, der vornehmlich Laienbrüder aufnimmt.
Die Gemeinschaft hieß in Frankreich früher Ignorantins, wird in England und Nordamerika De la Salle Brothers, in Italien Carissimi und in Polen Braci szkolni genannt.

## Geschichte

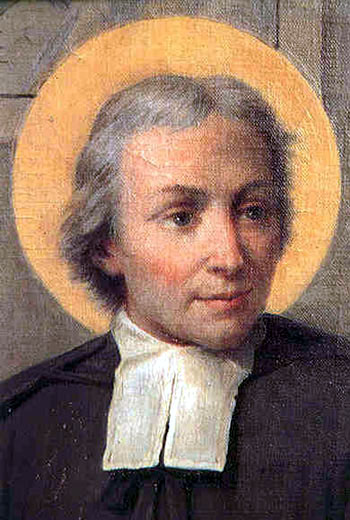
Johannes Baptist de La Salle

Der heilige Jean Baptiste de La Salle gründete 1679 in Reims für die Armen eine kostenlose Schule und nahm 1681 einige Armenschullehrer in seinem Haus auf. Daraus entstand am 25. Mai 1684 die Kongregation der Brüder der christlichen Schulen. La Salle verfasste bis 1698 die Ordensregeln für die neue Gemeinschaft. Die Gemeinschaft hatte 1688 ihren Hauptsitz in Paris und seit 1705 in Rouen.
Als Neuerungen führten sie in ihren Schulen den Unterricht in Klassen, als Unterrichtssprache Französisch statt Latein ein und verboten körperliche Strafen. Sie wurden von den Jansenisten angefeindet und erhielten erst am 28. September 1724 von Ludwig XV. die königliche und am 26. Januar 1725 durch Benedikt XIII. die päpstliche Approbation.
Am 18. August 1792 wurden während der Französischen Revolution 121 Schulen, die von etwa 30.000 Schülern besucht wurden, aufgehoben. Viele Schulbrüder wurden eingekerkert, einige auch hingerichtet. Am 3. Dezember 1803 wurde die Gemeinschaft von Napoleon wieder zugelassen.
Im 19. Jahrhundert breitete sich die Kongregation weltweit aus. Während des Kulturkampfs wurde sie von 1872 bis 1917 aus Preußen verbannt.
In Deutschland sind die Brüder der christlichen Schulen nicht mehr vertreten. Sie betrieben aber z. B. im bayerischen Illertissen das Gymnasium Kolleg der Schulbrüder Illertissen. In Österreich existieren vier De-La-Salle-Schulen in Wien. Die Hauptschule Stephaneum im oberösterreichischen Bad Goisern am Hallstättersee wurde 2012 nach 109 Jahren geschlossen. Im schweizerischen Neuenburg führen sie seit 1863 die katholische Primarschule sowie von 1893–1896 und 1904–1993 ein Internat mit 10. Schuljahr und Welschlandjahr.

## Orden
Generalsuperior ist seit 2022 der Armin Luistro (Philippinen). Mit etwa 4.000 Brüdern in 79 Ländern der Erde zählen sie heute zu den größten Brüdergemeinschaften in der katholischen Kirche.
Sitz des Ordens ist in der Via Aurelia 476 in Rom.
Die Ordenstracht besteht aus schwarzer Soutane mit weißem Beffchen.

## Generalsuperiore
- Barthélemy Truffet (1717–1720)
- Timothée Bazin (1720–1751)
- Claude Nivet (1751–1767)
- Florence Boubel (1767–1777)
- Agathon Gonlieu (1767–1798)
- Frumence Herbet (1798–1810)
- Gerbaud Thomas (1810–1822)
- Guillaume-de-Jésus Marre (1822–1830)
- Anaclet Constantin (1830–1838)
- Philippe Bransiet (1838–1874)
- Jean-Olympe Paget (1874–1875)
- Irlide Cazaneuve (1875–1884)
- Joseph Josserand (1884–1897)
- Gabriel-Marie Jean-Antoine (1897–1913)
- Imier de Jésus Lafabrègue (1913–1923)
- Allais-Charles Petiot (1923–1928)
- Adrien Petiot (1928–1934)
- Junien Victor Détharré (1934–1940)
- Arèse-Casimir Bression (1940–1946)
- Athanase Ritimann (1946–1952)
  - Dionysius van Jezus De Schepper (1952–1956) (Generalvikar)
- Nicet-Joseph Loubet (1956–1966)
- Charles Henry Buttimer (1966–1976)
- José Pablo Basterrechea (1976–1986)
- John Johnston (1986–2000)
- Álvaro Rodríguez Echeverría (2000–2014)
- Robert Schieler (2014–2022)
- Armin Luistro (seit 2022)[7]

## Mit dem Orden verbundene Einrichtungen (Auswahl)

### Asien
- Universität De La Salle (Manila)

### Europa
- Kolleg der Schulbrüder Illertissen
- ehemalige Heimschule St. Michael auf Schloss Drachenburg (1931–1938)
- De La Salle Schule Marianum, Wien-Gersthof
- De La Salle Schule Wien-Strebersdorf
- De La Salle Volkschule Wien-Währing
- Klosterkirche Maria Immaculata (Wien)
- De La Salle Schule in Castletown, County Laois, Irland
- Kloster Bujedo de Juarros, Spanien
- Österreichisch-Ungarische Europaschule Budapest

### Naher Osten
- Universität Bethlehem
- Collège des Frères, Jaffa

### Nord- und Mittelamerika
- Universidad La Salle, Mexiko
- Universidad La Salle Laguna, Mexiko
- Saint Mary’s College of California
- Saint Mary’s University of Minnesota

### Südamerika
- Universidad De La Salle (Bogotá)